# حصار جربة (1116)
حصار جربة (1116), هي عملية عسكرية لغزو جربة.

## خلفية
استطاع تميم بن المعز غزو جربة 1097 لكنها خرجت عن سلطانه و فشلت حملته لاعادتها عام 499هـ / 1105، و منذ ذلك الحين بدأ أهل جربة بالاعتداء على السفن و إرهاب المسافرين في البحر، و عندما تولى علي بن يحيى حكم البلاد، قرر غزو جربة سنة 510هـ / 1116، و إيقافها عن حدها فجهز أسطوله, وعين عليه قائد الجيش إبراهيم بن عبد الله و معه قادة الدولة.

## الحصار
قام الأسطول بمحاصرة جربة و ضيق عليها لمدة طويلة، حتى أقر أهلها بالطاعة للسلطان و اتبعوا أوامره، و تعهد شيوخ جربة بالتوقف عن القرصنة، فأُعلم الأمير بذلك فقبل و سحب الأسطول، فأصبح البحر آمنا و انتهت الأخطار، و خلال هذه العملية ظهرت اشاعات في المهدية أن حادث كبير سيحصل في رمضان و أن الأمير يموت فيه، فأكذب الله أحاديثهم، و في 10 رمضان 510هـ / 16 جانفي 1116 وضع ابن حمديس قصيدة تغنى فيها بالأمير و انتصاره في جربة و سفه أكاذيب المنجمين:
أشَاعُوا أباطيلا وبَثُوا زَخارِفًا***دَعَتْهُم لَهَا آمالهُمْ والمَطَامِعُ
فَلَوْ يَسْتَطِيعُ الناس من فرط حبهم***لضمَّتْك أَحْشَاءُ لهم وأضَالِعُ
و أيضا:
وأَصْبَحَ قَوْلُ المُبْطِلِين مُكَذِّبًا***ومَدَّ لك الرحمن في أمَدِ العُمْرِ
فأين الذي حَدَّ المُنَجِّمُ كَوْنَهُ***إذا مَرَّ لِلصُّوَّامِ عَشْرٌ مِن الشَّهْرِ